# Melanostatin
Zaviralni hormon melanotropina (angleško melanotropine inhibiting hormone, kratica MSH-IH) je hormon hipotalamusa, ki ureja izločanje melanotropina v hipofizi.